# Frolow-Rücken
Der Frolow-Rücken (russisch Хребет Фролова Chrebet Frolowa) ist ein 14,5 km langer Bergkamm im ostantarktischen Viktorialand. Er ragt mit nord-südlicher Ausrichtung unmittelbar westlich des Arruiz-Gletschers in der Explorers Range der Bowers Mountains auf.
Luftaufnahmen entstanden bei der US-amerikanischen Operation Highjump (1946–1947). Sowjetische Wissenschaftler nahmen 1958 eine Vermessung vor und benannten den Bergkamm. Namensgeber ist der sowjetische Polarforscher Wjatscheslaw Wassiljewitsch Frolow (1902–1960), von 1950 bis 1960 Direktor des Arktischen und Antarktischen Forschungsinstituts. Das Advisory Committee on Antarctic Names nahm 1964 die Übersetzung der Benennung ins Englische vor.